# Osnabrück
Osnabrück (in basso tedesco Ossenbrügge) è una città extracircondariale della Bassa Sassonia, vicina al confine con il land della Renania Settentrionale-Vestfalia. È la terza città per popolazione, nel land, dopo Hannover e Braunschweig.
Osnabrück si trova a sud-ovest della Bassa Sassonia, in un lembo territoriale confinante per 3/4 con il land della Renania Settentrionale-Vestfalia. Sorge grossomodo a metà strada fra Brema e Dortmund, a circa 90 km da Hannover, 65 da Münster e 40 da Bielefeld.

## Storia
Nell'antichità, l'attuale territorio di Osnabrück si trovava nella Germania magna, l'area di influenza e di insediamento delle tribù germaniche a nord dell'Impero romano. Per lungo tempo, i Romani tentarono di estendere la loro sfera d'influenza a nord. Gli scontri con le tribù germaniche culminarono intorno al 9 d.C. nella battaglia della foresta di Teutoburgo, in cui il generale cherusco Arminio e i combattenti germanici distrussero tre legioni romane al comando di Publio Quintilio Varo. La battaglia stessa o un evento ad essa collegato si svolse probabilmente nella regione di Kalkriese, a nord di Osnabrück.
La città si sviluppò come mercato attorno all'anno 780, grazie anche alla sede vescovile ivi creatavi da Carlo Magno; che nell'804 vi fece costruire il "Carolinum", uno dei più antichi ginnasi. Dopo la divisione dell'Impero franco con il Trattato di Verdun nell'843, il ducato tribale di Sassonia e quindi Osnabrück appartennero all'Impero franco orientale. Il nome del luogo viene citato per la prima volta nell'851 come Osnabrugga. Il nome deriva probabilmente dai termini (in lingua basso sassone) Ossen (bue) e Bruegge (ponte).
Durante il Medioevo Osnabrück apparteneva alla Lega anseatica.
Alla fine della Guerra dei Trent'anni, la Pace di Vestfalia fu firmata a Osnabrück e Münster nel 1648.
Durante l'epoca napoleonica, la città era il capoluogo del dipartimento francese dell'Ems Superiore (dipartimento n. 130 nell'elenco dei dipartimenti francesi del 1811). La città era amministrata da un prefetto, Charles-Louis de Keverberg de Kessel, che rappresentò lo Stato francese tra il 30 novembre 1811 e il 30 maggio 1814. Il dipartimento fu creato ufficialmente il 1º gennaio 1811 e scomparve con il Trattato di Parigi del 30 maggio 1814, che stabiliva i confini della Francia dopo la sconfitta di Napoleone, esiliato all'isola d'Elba.
La città ha sofferto molto a causa dei bombardamenti alleati durante la Seconda Guerra Mondiale, con oltre il 60% della città distrutta. Tra i molti edifici bruciati prima della guerra c'era la Sinagoga (1906-1938).
La città ha fatto parte del distretto governativo (Regierungsbezirk) del Weser-Ems (con capoluogo Oldenburg), abolito (come gli altri del "Land") nel 2005.
Questa città ha dato i natali allo scrittore Erich Maria Remarque e al cancelliere tedesco Olaf Scholz.

## Geografia fisica

### Territorio
Osnabrück dista circa 50 km da Münster, 100 km da Dortmund a sud, 100 km da Hannover a est e 60 km dai Paesi Bassi a ovest. La città è situata tra le due catene montuose Wiehengebirge e Foresta di Teutoburgo, le ultime propaggini prima di raggiungere le pianure della Germania settentrionale e dei Paesi Bassi a ovest. L'altitudine del centro di Osnabrück è di 64 m sul livello del mare. Il fiume Hase attraversa il centro della città.
Il maggior rilievo altimetrico è rappresentato dalla vicina collina di Piesberg, sita a 188 m s.l.m.

## Geografia antropica

### Suddivisioni amministrative
La città è divisa in 23 distretti (Stadtteile):

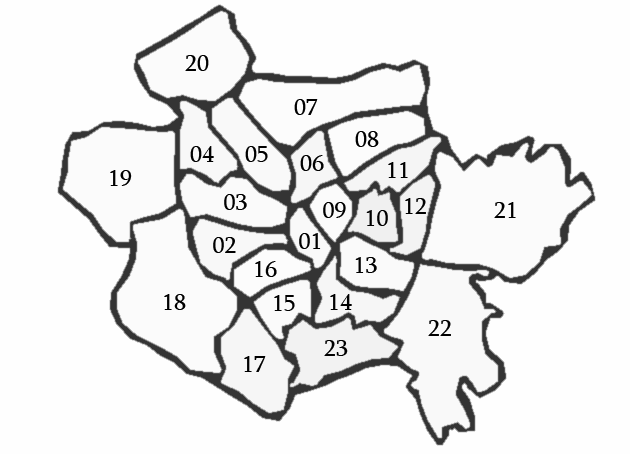
Distretti di Osnabrück

| | |
| - 01 Innenstadt - 02 Weststadt - 03 Westerberg - 04 Eversburg - 05 Hafen - 06 Sonnenhügel - 07 Haste - 08 Dodesheide - 09 Gartlage - 10 Schinkel - 11 Widukindland - 12 Schinkel-Ost | - 13 Fledder - 14 Schölerberg - 15 Kalkhügel - 16 Wüste - 17 Sutthausen - 18 Hellern - 19 Atter - 20 Pye - 21 Darum/Gretesch/Lüstringen - 22 Voxtrup - 23 Nahne |

## Monumenti e luoghi d'interesse
- Municipio è il monumento simbolo della città, in stile tardo gotico;
- Cattedrale di Osnabrück, si tratta di un edificio tardo-romanico, costruito nella prima metà del XIII secolo;
- Castello di Osnabrück è un palazzo barocco, oggi sede dell'Università della città, voluto da Ernesto Augusto I di Brunswick-Lüneburg;
- Ginnasio Carolinum è una della più antiche scuole di Germania, fondata da Carlo Magno;
- Heger Tor, la porta cittadina costruita per commemorare la vittoria di Waterloo;
- Monastero di Gerdrudenberg, costruito nel XII secolo è un monastero benedettino;
- Marienkirche, è uno dei monumenti architettonici più importanti della Germania settentrionale in termini di storia dell'arte;
- Chiesa di San Giovanni Battista, grande chiesa gotica a sala.

## Cultura

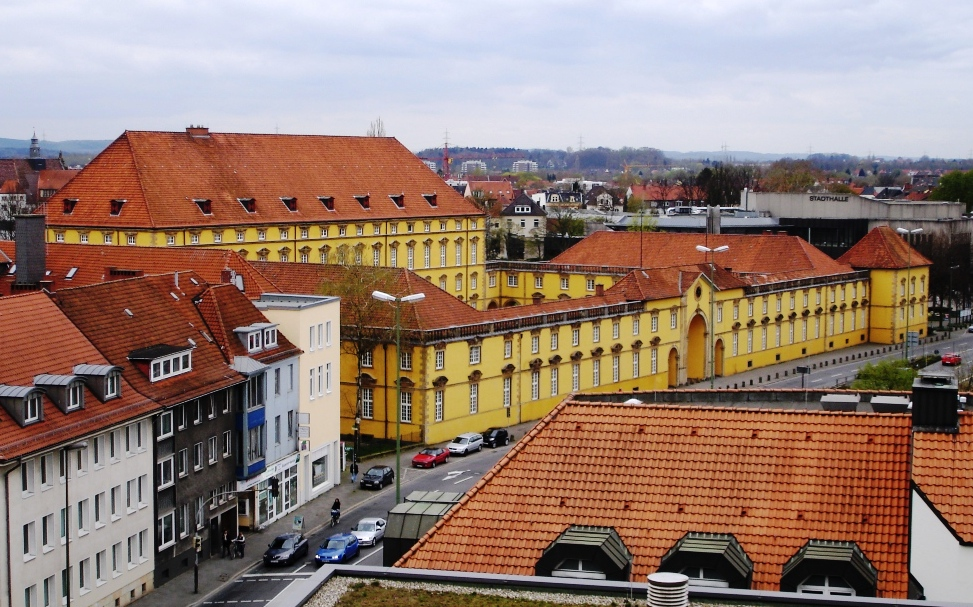
Veduta del castello di Osnabrück. Lo fece costruire Ernst-August I, un vero e proprio rampollo della dinastia guelfa.

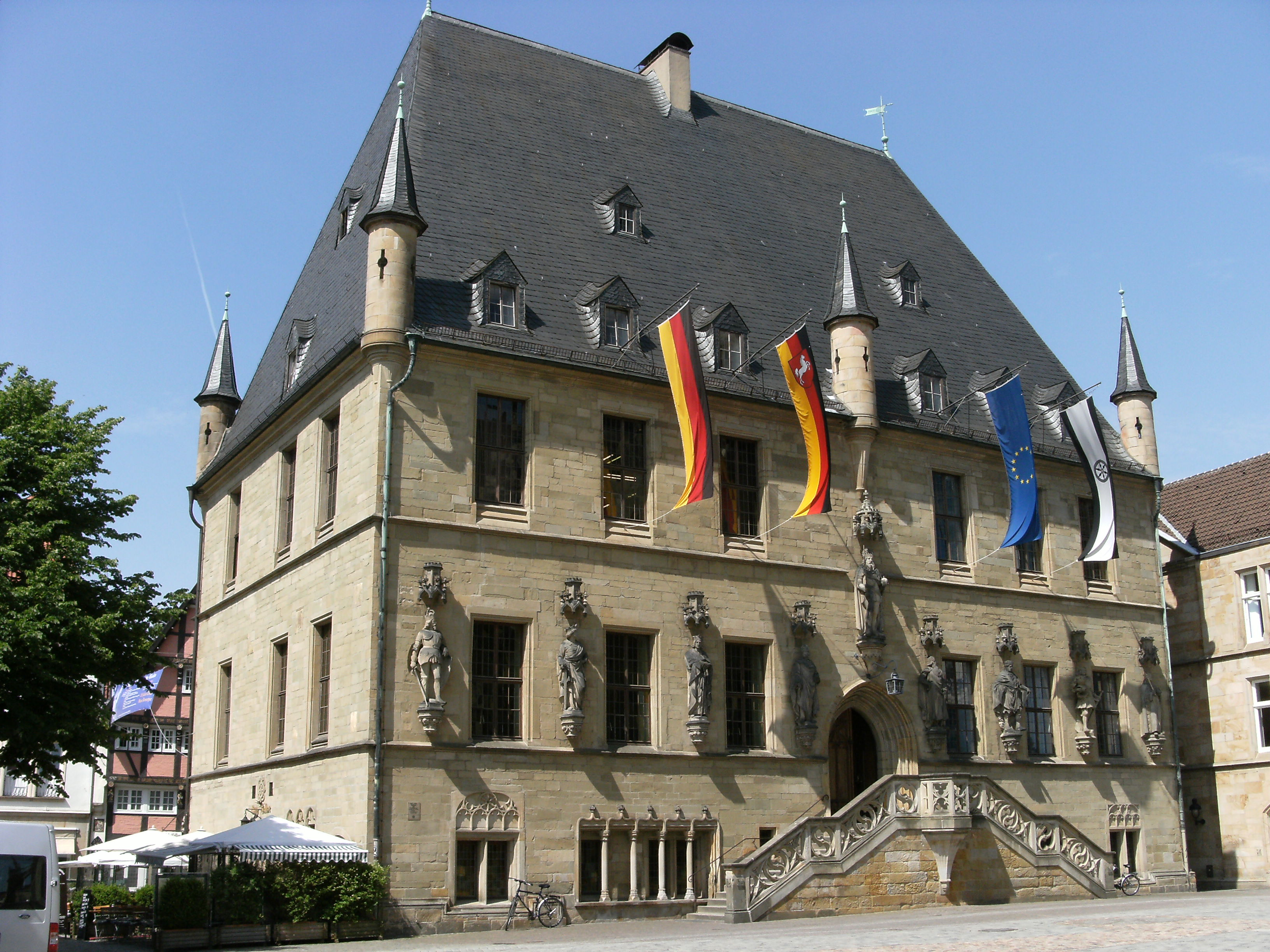
Il Municipio di Osnabrück

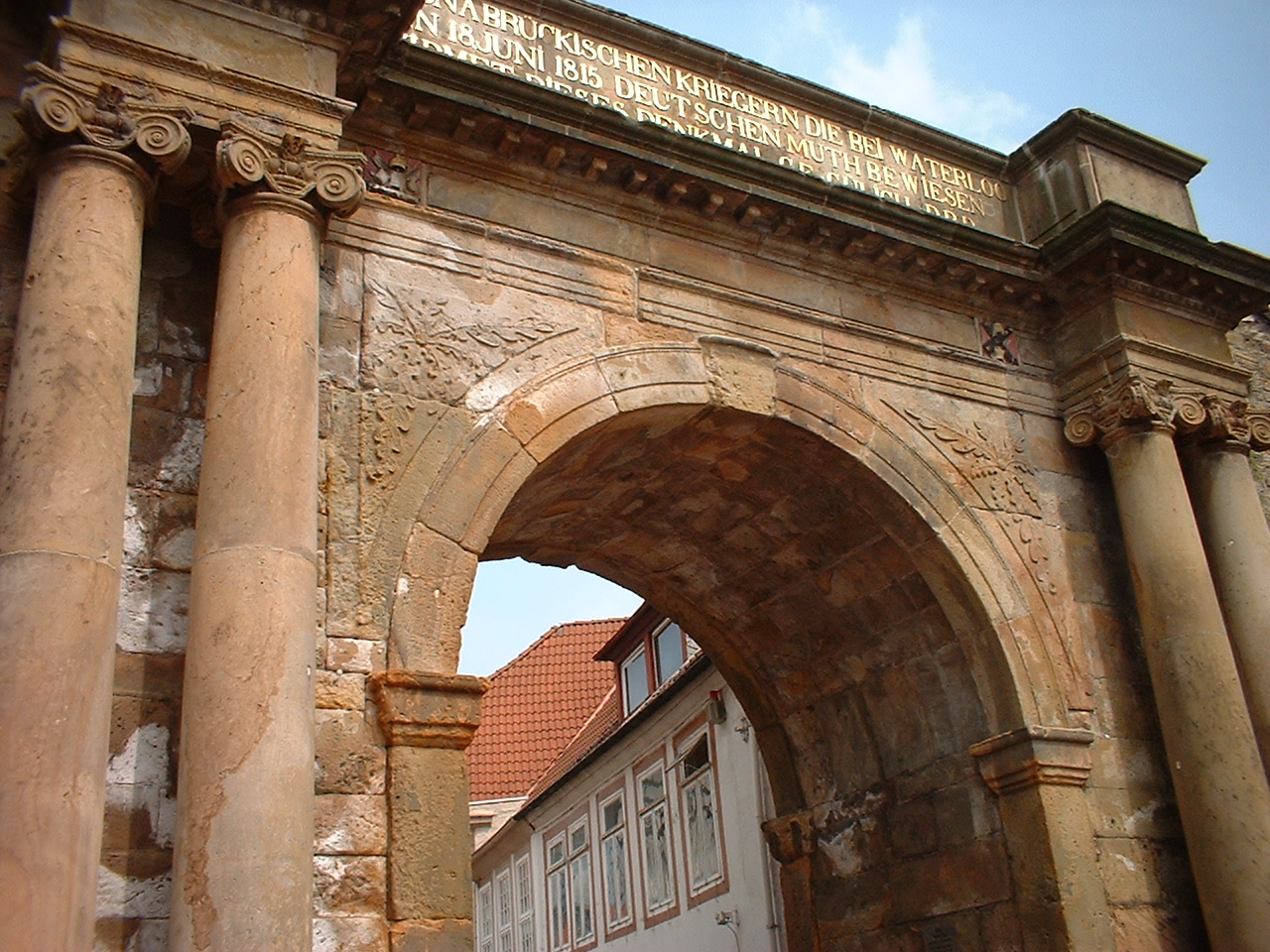
Heger Tor

### Università
Dal 1974 Osnabrück ospita l'università omonima, che offre un gran numero di corsi di laurea interdisciplinari presenti solo in poche università tedesche o che esistono in questa forma solo in tale luogo della cultura.

### Teatro
- Teatro di Osnabrück
- Teatro amatoriale
- Zimmertheater
- Teatro delle figure
- Plattdeutsche Spielgemeinschaft Voxtrup

### Cinema
- Cinema Hasetor
- Cinema Arthouse
- CineStar Filmpalast
- UFA-Filmpassage

### Musei
- Museo Domschatzkammer
- Centro della pace Erich Maria Remarque
- Felix Nussbaum Haus
- Vordemberge-Gildewart-Initiative
- Museo di cultura e storia
- Casa d'arte Dominikanerkirche
- Museo Schölerberg
- Museo della cultura industriale
- Kunsthalle Osnabrück, edificio espositivo utilizzato per mostre regionali e nazionali di arte contemporanea

## Infrastrutture e trasporti

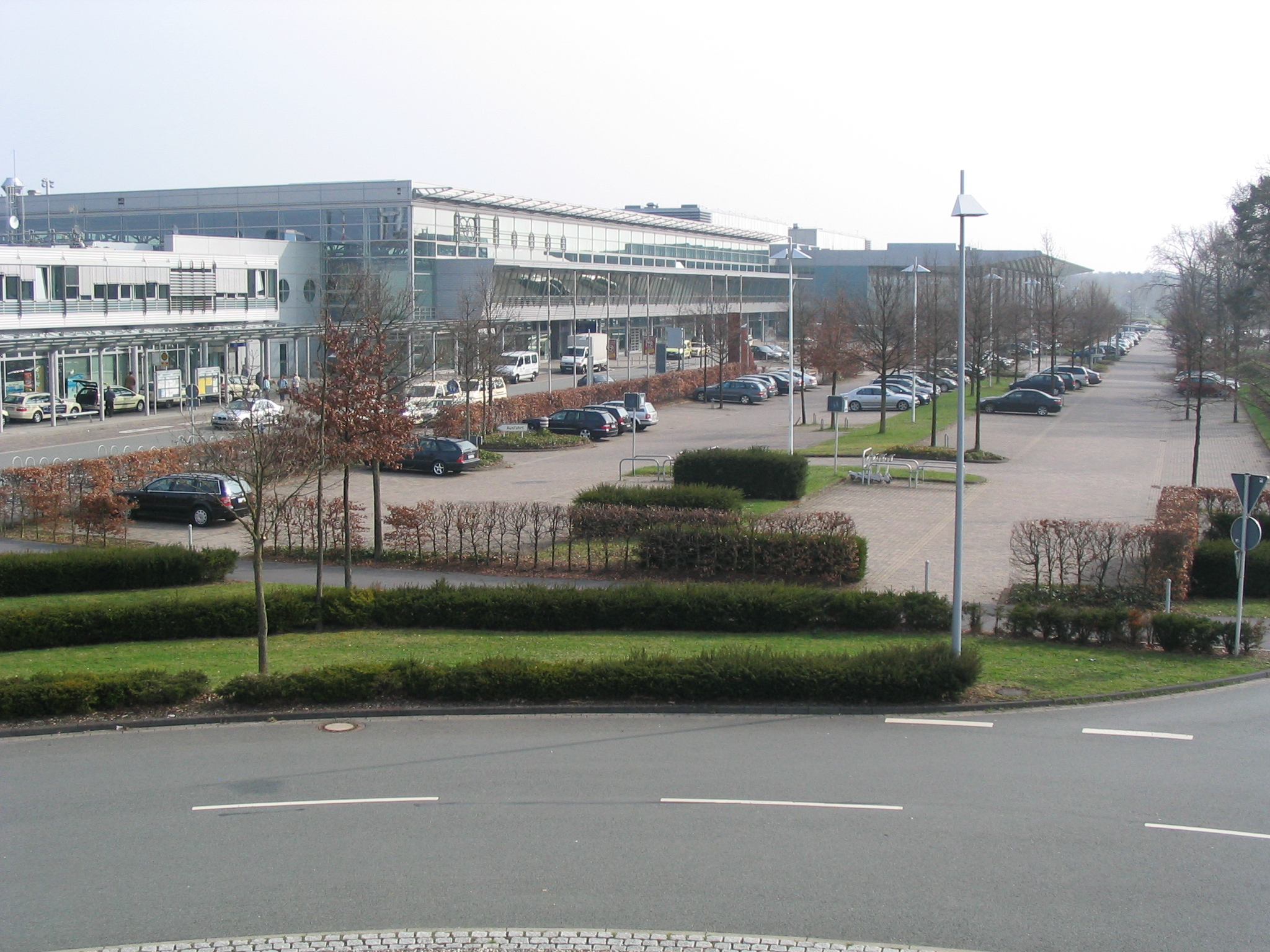
Aeroporto internazionale Münster-Osnabrück

### Strade
Le autostrade principali sono la A1 Puttgarden-Saarbrücken, la A 30 Bad Oeynhausen-Amsterdam e la A 33 Osnabrück-Paderborn.

### Ferrovie
Fra le numerose linee che si accentrano alla stazione ferroviaria centrale, Osnabrück Hauptbahnhof, le maggiori sono l'arteria Berlino-Hannover-Amsterdam (estensione della linea che dalla capitale tedesca porta in Russia) e la Amburgo-Colonia.

### Porti
La città conta inoltre un porto fluviale. 

### Aeroporti
Osnabrück ha anche un aeroporto internazionale (il Münster-Osnabrück a 40 km) in comune con Münster (a 25 km), sito nella cittadina di Greven.

### Autobus
A livello di trasporti urbani, la città conta una rete di linee di autobus che si estende capillarmente nella città e nei suoi dintorni.

## Società

### Evoluzione demografica
| Anno            | Abitanti |
| --------------- | -------- |
| 780             | 800      |
| 1171            | 3 500    |
| 1425            | 4 800    |
| 1500            | 6 000    |
| 1570            | 7 500    |
| 1575            | 2 000    |
| 1646            | 5 500    |
| 1771            | 5 923    |
| 1780            | 6 651    |
| 1800            | 8 564    |
| 1823            | 10 915   |
| 3 dicembre 1852 | 13 718   |
| 3 dicembre 1861 | 16 180   |
| 3 dicembre 1864 | 18 033   |
| 3 dicembre 1867 | 19 579   |

| Anno             | Abitanti |
| ---------------- | -------- |
| 1º dicembre 1871 | 23 308   |
| 1º dicembre 1875 | 29 860   |
| 1º dicembre 1880 | 32 819   |
| 1º dicembre 1885 | 35 899   |
| 1º dicembre 1890 | 39 929   |
| 2 dicembre 1895  | 45 137   |
| 1º dicembre 1900 | 51 573   |
| 1º dicembre 1905 | 59 580   |
| 1º dicembre 1910 | 65 957   |
| 1º dicembre 1916 | 72 505   |
| 5 dicembre 1917  | 70 872   |
| 8 ottobre 1919   | 85 017   |
| 16 giugno 1925   | 88 911   |
| 16 giugno 1933   | 94 277   |
| 17 maggio 1939   | 99 070   |

| Anno              | Abitanti |
| ----------------- | -------- |
| 31 dicembre 1945  | 81 828   |
| 29 ottobre 1946   | 88 663   |
| 13 settembre 1950 | 109 538  |
| 25 settembre 1956 | 127 658  |
| 6 giugno 1961     | 138 658  |
| 31 dicembre 1965  | 143 101  |
| 27 maggio 1970    | 143 905  |
| 31 dicembre 1975  | 161 671  |
| 31 dicembre 1980  | 157 367  |
| 31 dicembre 1985  | 153 202  |
| 25 maggio 1987    | 150 807  |
| 31 dicembre 1990  | 163 168  |
| 31 dicembre 1995  | 168 618  |
| 31 dicembre 2000  | 164 101  |
| 31 dicembre 2005  | 163 814  |

## Sport

### Calcio
Il VFL Osnabrück è il club calcistico principale cittadino, che milita attualmente in 3. Liga, la serie C tedesca. Fondato nel 1899, colori sociali lilla-bianco, disputa le partite casalinghe presso la Osnatel Arena.

## Amministrazione

### Gemellaggi
- Haarlem, dal 1961
- Angers, dal 1964
- Derby, dal 1976
- Greifswald, dal 1988
- Tver', dal 1991
- Çanakkale, dal 2004
- Vila Real, dal 2005
- Afula, dal 2006

### Amicizie
- Gmünd, dal 1971
- Evansville, dal 1991
- Gwangmyeong, dal 1997
- Hefei, dal 2006

## Galleria d'immagini

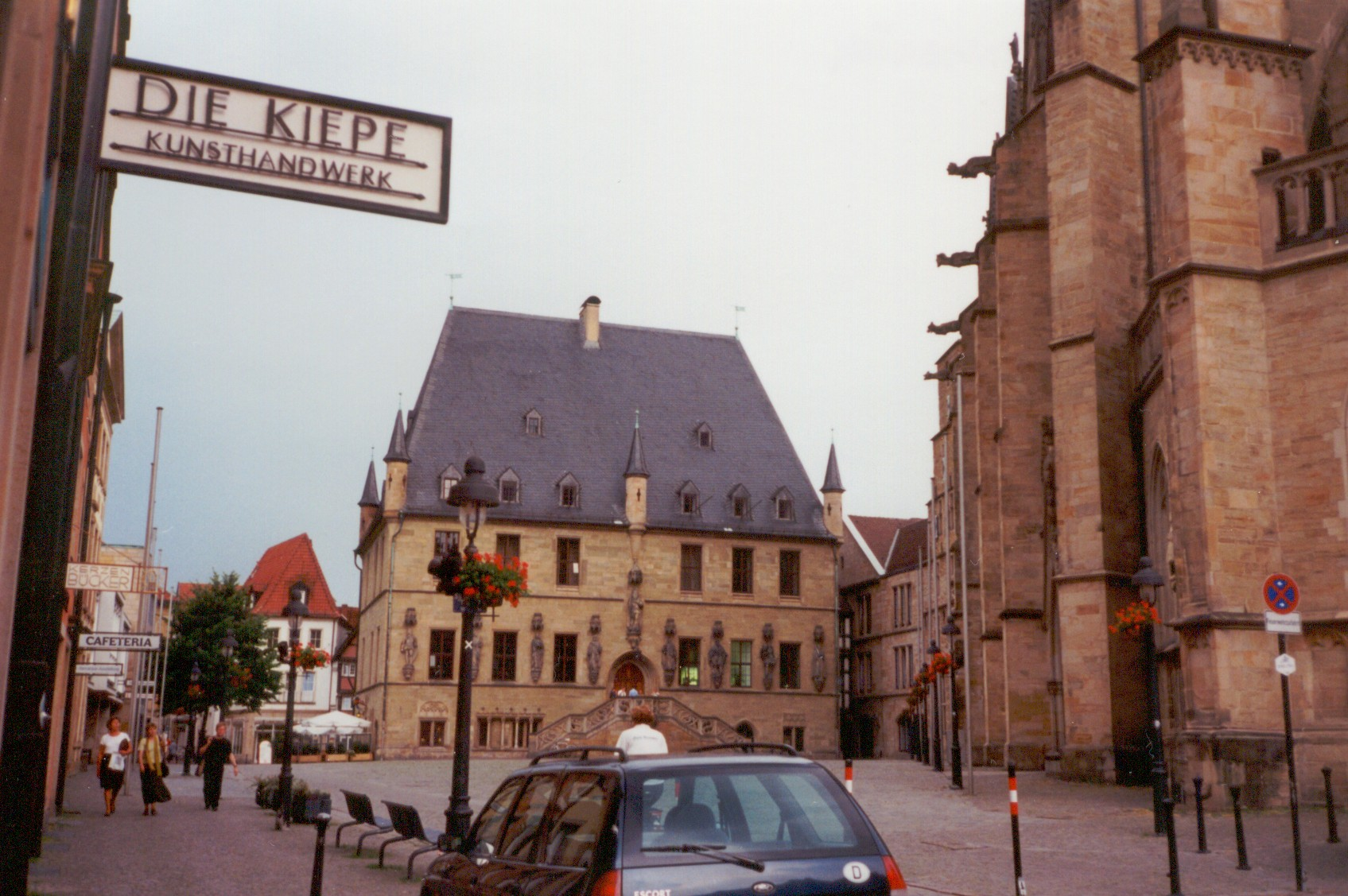
Marktplatz con il municipio
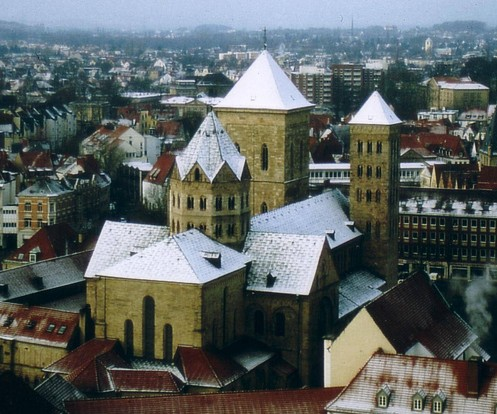
Cattedrale di San Pietro
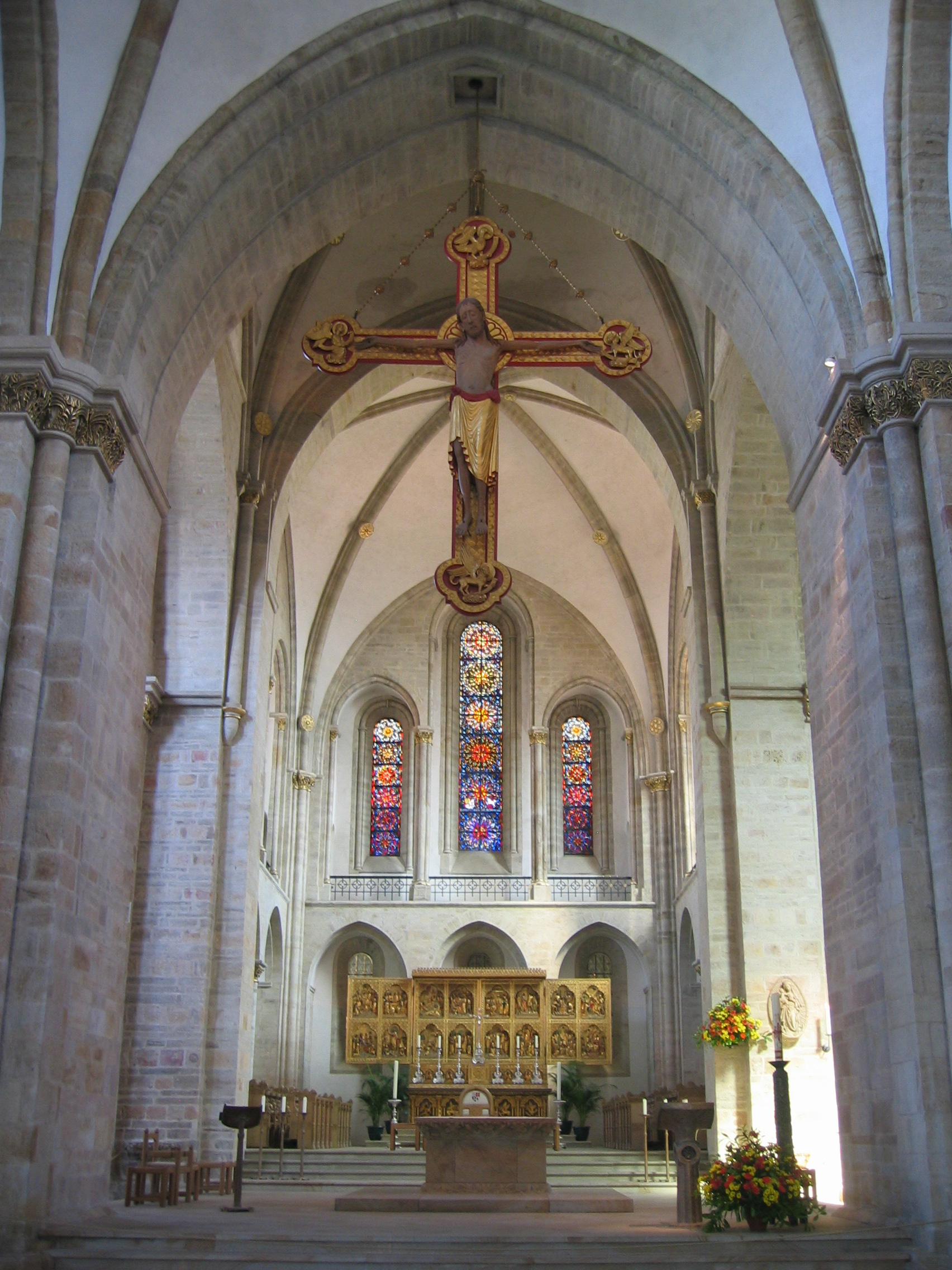
Interno della cattedrale
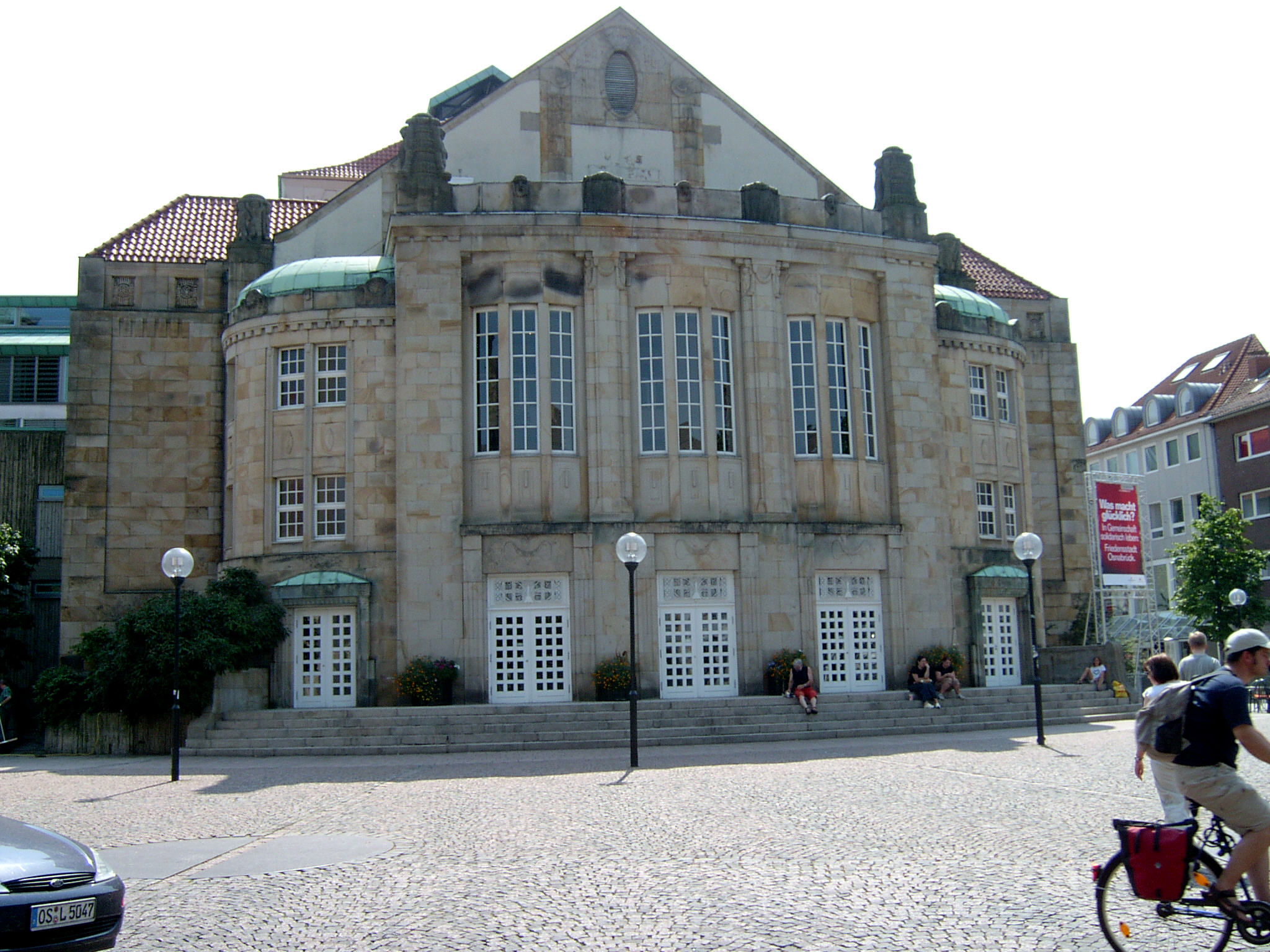
Teatro
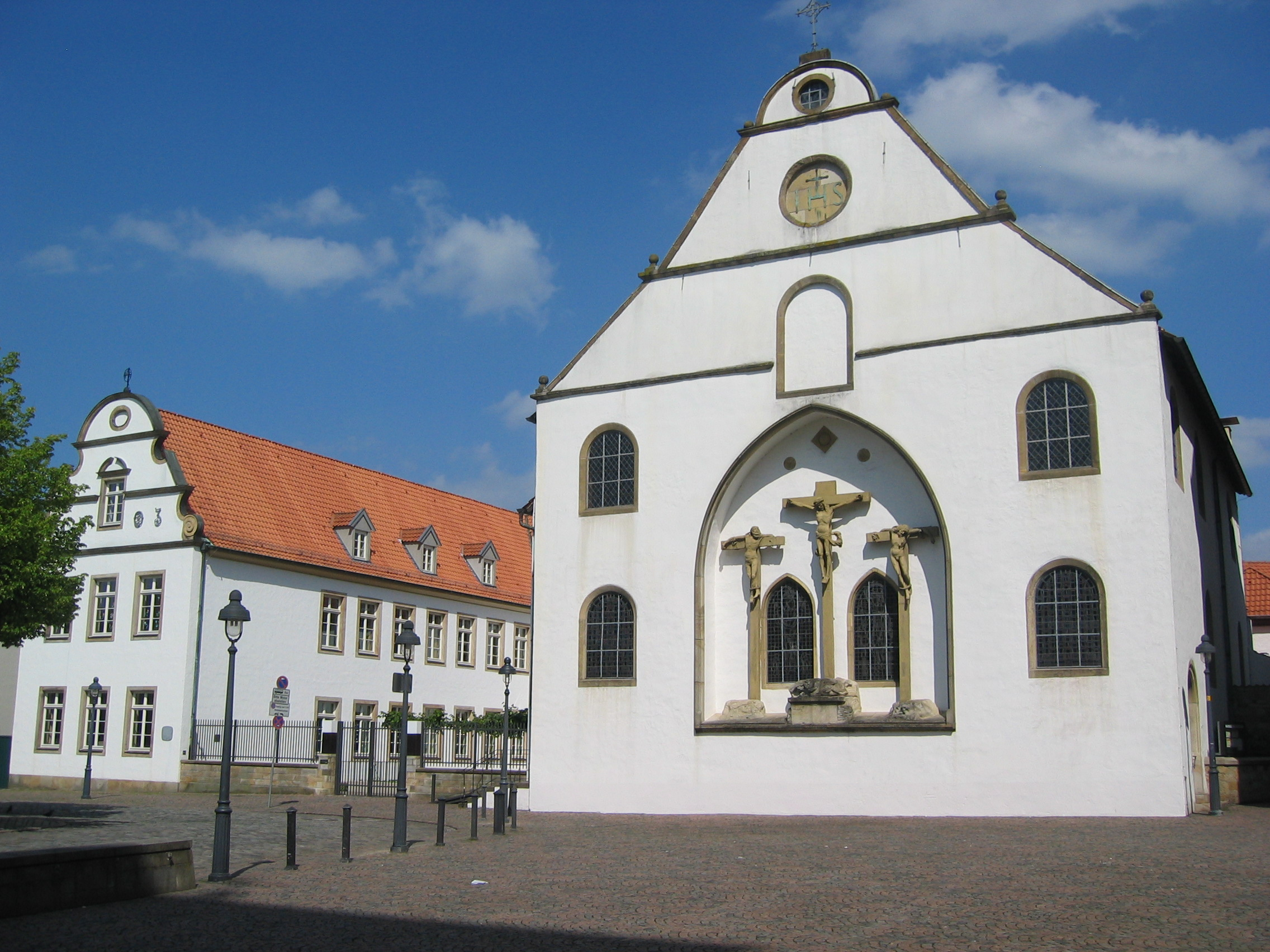
Carolinum
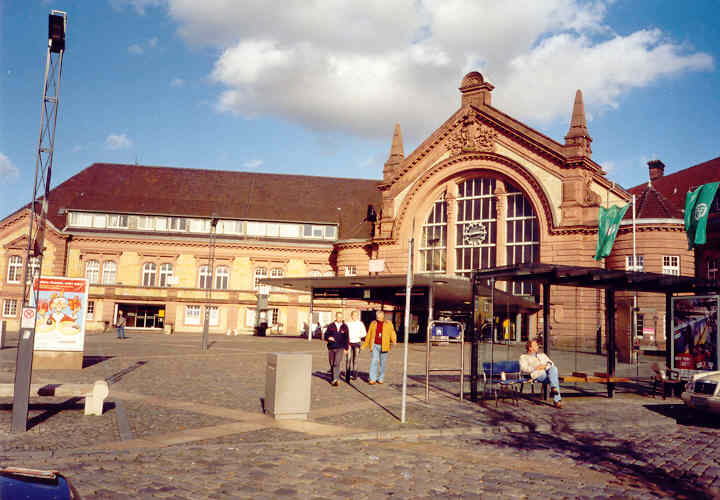
Osnabrück Hauptbahnhof, la stazione ferroviaria centrale
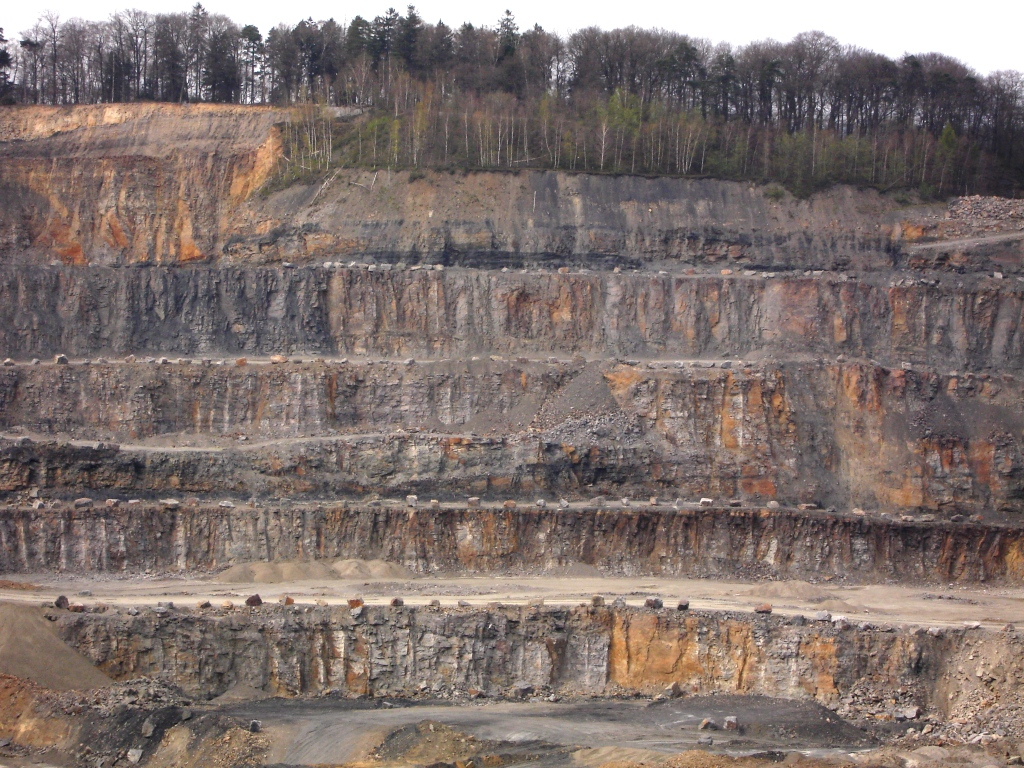
Piesberg
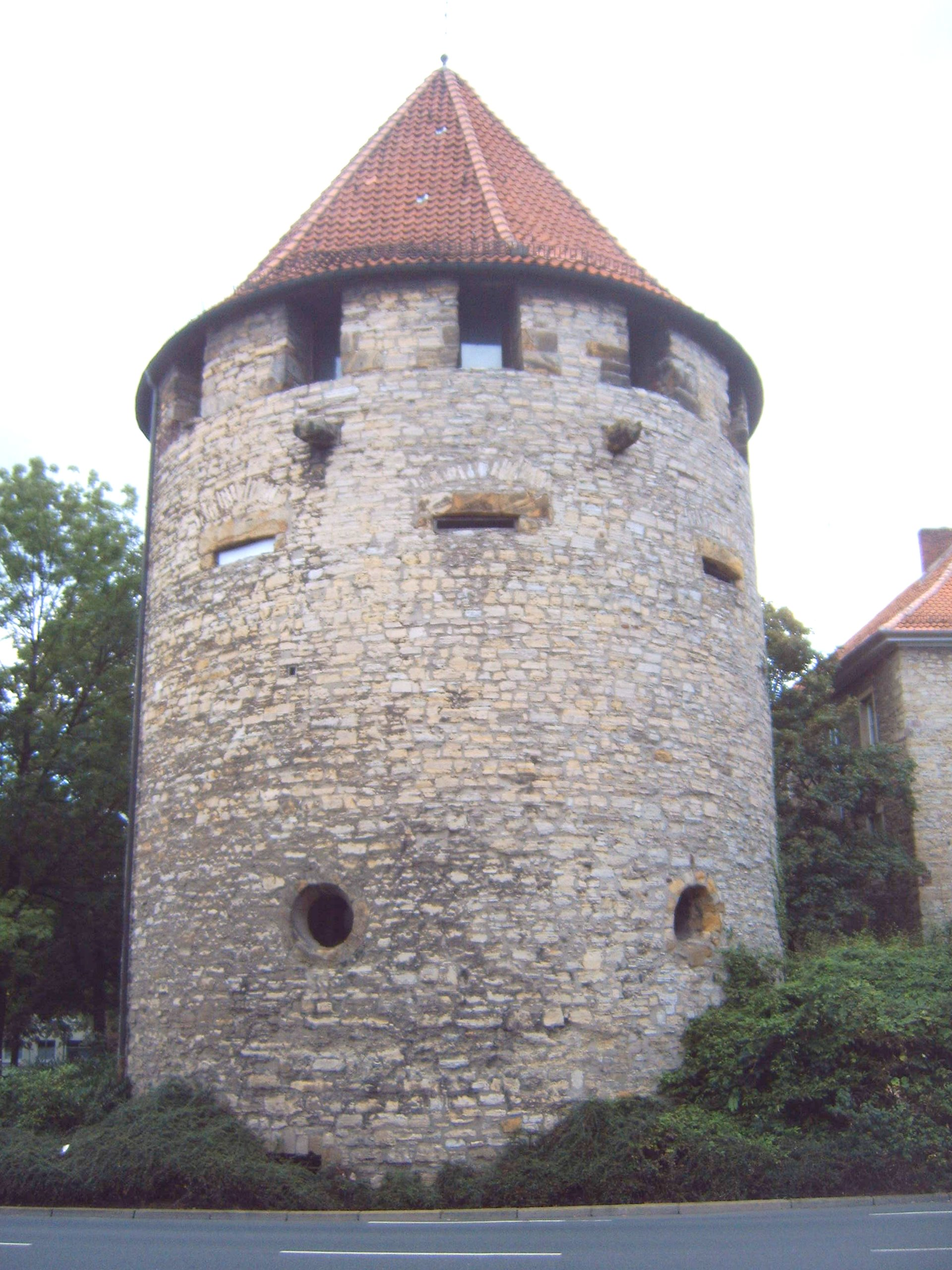
Bürgergehorsam
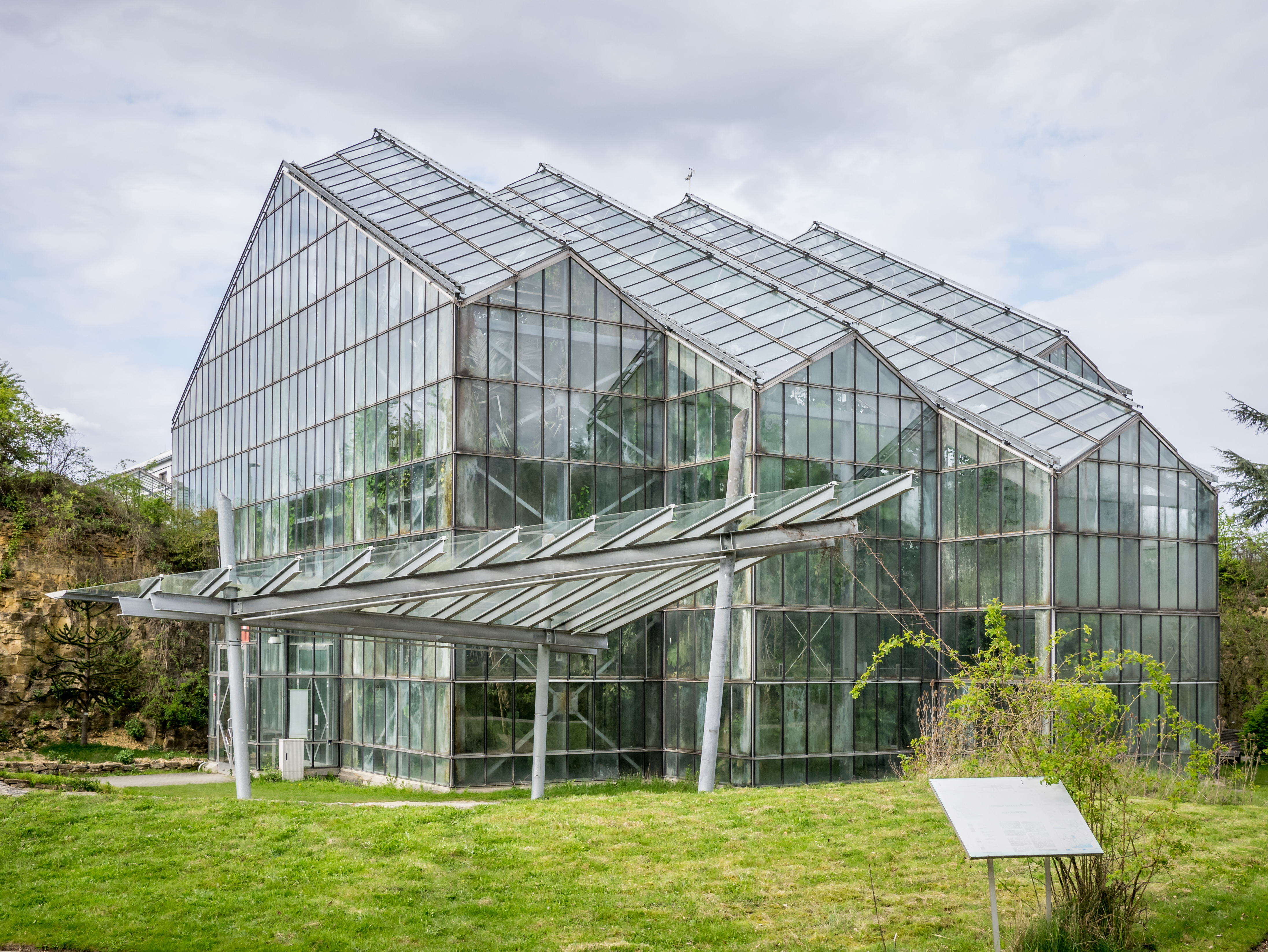
Orto botanico, serra tropicale